# Lycianthes sodiroi
Lycianthes sodiroi är en potatisväxtart som beskrevs av Friedrich August Georg Bitter. Lycianthes sodiroi ingår i Himmelsögonsläktet som ingår i familjen potatisväxter. Inga underarter finns listade i Catalogue of Life.